# Tomando tierra
Tomando tierra es el tercer álbum de estudio de la banda viguesa Aerolíneas Federales.
Publicado al igual que sus dos anteriores trabajos por la discográfica DRO en 1988, fue producido por Servando Carballar de Aviador Dro y contó con mayores medios e inversión por parte de la discográfica, por lo que, el resultado final, que siguió con el estilo de canciones sencillas en clave de pop y rock característico de la banda, contó con un sonido más limpio que en los trabajos anteriores.

## Lista de canciones
- "Lejos del mar". - 2:52
- "No estaría mal". - 2:34
- "Te echo de menos". - 3:12
- "Horóscopo". - 2:32
- "Tú al monte, yo al mar". - 2:33
- "Estás conmigo". - 3:13
- "Sex simbol". - 2:03
- "Soy un bollito". - 3:26
- "Nadie es perfecto". - 3:11
- "Alicia". - 4:02
- "Yo soy yo". - 2:16
- "La feria". - 2:50
- "Con premeditación". - 2:56